# Xã Raritan, Quận Henderson, Illinois
Xã Raritan (tiếng Anh: Raritan Township) là một xã thuộc quận Henderson, tiểu bang Illinois, Hoa Kỳ. Năm 2010, dân số của xã này là 286 người.